# 黎培里
黎培理樞機（Cardinal Antonio Riberi；1897年6月15日—1967年12月16日）是摩納哥籍的天主教会司鐸級樞機。他曾被聖座派駐英屬東非、中華民國、愛爾蘭、西班牙等國任使節。

## 生平

### 早年生活
黎培理於1897年6月15日在摩納哥的蒙地卡羅出生。他後來先後於義大利Cuneo的神學院、宗座額我略大學和羅馬宗座傳教士學院就讀。他於1922年6月29日在羅馬晉鐸，然後於1925年在貝加莫社會科學學院畢業。不久，又進入教廷的外交學院宗座傳信大學學習，

### 外交工作
畢業後開始參與聖座外交事務，被派往聖座駐玻利維亞大使館工作。1930年又調往聖座駐愛爾蘭大使館。1934年11月4日，傳信部派遣黎培理擔任聖座駐東非洲英國殖民地的宗座代表，並領銜總主教，駐紮在肯亞蒙巴薩。第二次世界大戰爆發後，他被調回羅馬負責援助戰俘和傷兵的事務。

### 駐華公使
1943年，梵蒂岡與中華民國正式建立外交關係。1946年7月6日，教宗庇護十二世下令建立駐華公使館，並任命黎培理為首任駐華公使。1946年12月，黎培理來到當時的中國首都南京，設立了公使館。
到達中國後，黎培理致力於建立中國天主教聖統制，巡視中國各教區、特別是北方交戰地區的北平、瀋陽、長春、太原等地，整頓教務。並指示美籍華理柱主教、自己的中文秘書陳哲敏和加拿大籍林東監牧區趙玉明主教等人在上海創辦中國天主教教務協進會（今台灣主教團前身）。
1949年4月，中華民國政府遷都廣州，但黎培里留在了南京以維持公使館的正常運作，沒有南下。中國共產黨當局沒有承認該公使館，他仍在中共統治區持續停留，但雙方來往有限且教廷仍持續承認於年底遷都臺北的中華民國政府。
1951年9月4日，黎培理被中國人民解放軍南京市軍事管制委員會在炮击天安门案中以從事間諜活動為由驅逐出境。他在香港停留了一年，1952年抵達臺北復館，繼續維持梵蒂岡與中華民國的邦交。
此後，梵蒂岡和中華人民共和國政府一直沒有建立外交關係。1958年，中國天主教愛國會自選自聖了一批主教，梵蒂岡拒絕批准。

### 晚年
1959年2月19日，卸下長達13年的駐華公使職務，黎培理改任聖座駐愛爾蘭大使。1962年4月28日，改任聖座駐西班牙大使至1967年為止。從1962年到1965年，他參加梵蒂岡第二屆大公會議。教宗保祿六世於1967年6月26日將黎培理擢升為司鐸級樞機。他於同年12月16日在羅馬去世，終年70歲，遺體在意大利庫內奧省利莫內皮耶莫恩泰的家族墓地下葬。

## 牧徽

黎培理樞機牧徽